# Gustaf Grönfors
Gustaf Bernhard Victor Grönfors, född 27 september 1861 i Höganäs, död 2 juni 1930 i Stockholm, var en svensk tidningsekonom. Han var far till Thorsten Grönfors och Harry Grönfors.
Gustaf Grönfors var son till postmästaren Magnus Grönfors. Efter skolgång i Helsingborg och Lund blev han tjänsteman i Skånes enskilda bank 1882, kamrer vid Klippans pappersbruk 1883, kamrer i Skånska städerna brandstodsförening i Lund 1888 och kamrer i Brandförsäkringsaktiebolaget Victoria i Stockholm 1899. 1900 utsågs han till ekonomichef och vice VD i Svenska Dagbladets AB, en befattning han innehade fram till sin död. Grönfors var ivrigt engagerad i olika organisationer för tidningsutgivare. Han var ordförande i Svenska tidningsutgivareföreningen 1916–1920, i pressens förtroenderåd 1917–1923 och i Stockholmstidningarnas ekonomiska förening då denna existerade 1920–1926. Grönfors var även kommunalt intresserad och innehade andra uppdrag, främst inom Adolf Fredriks församling i Stockholm. Han är begravd på Norra begravningsplatsen utanför Stockholm.